# Plandellet

Plandellet, respecte del terme d'Abella de la Conca

Plandellet és una plana de muntanya termenal entre els municipis -i les comarques- d'Abella de la Conca, de la comarca del Pallars Jussà, i Cabó, de la de l'Alt Urgell.
És al vessant sud-oriental de la Serra de Boumort, al sud-oest del Cap de Boumort. És a llevant de la Coma del Pi, al nord de la Solana dels Cóms. És al damunt de la cinglera de les Camaseries, al nord-oest del Tossal de Cabrit.

## Etimologia
Segons Joan Coromines, Plandellet és un dels topònims catalans que prové de l'abundor de vaques en pastures de muntanya. És, per tant, un topònim romànic descriptiu.